# Sidemen
Sidemen ist indonesischer Distrikt (Kecamatan) im Süd(west)en des balinesischen Regierungsbezirks Karangasem. Der Distrikt Sidemen grenzt im Süden an den Kecematan Dawan und im Südwesten an den Kecamatan Klungkung, im Nordwesten an Rendang, im Nordosten an Selat sowie im Osten an Manggis. Der Binnendistrikt hat die kleinste Fläche und geringste Bevölkerung, weist aber nach der Hauptstadt Karangasem die höchste Bevölkerungsdichte auf. Er gliedert sich in zehn Dörfer ländlichen Typs (Desa).

## Verwaltungsgliederung
| Kode PUM 1    | Dorf              | Fläche (km²) Ende 2021 | Einwohner Census 2010 | Einwohner Census 2020 | Einwohner Ende 2021 | Dichte Einw. pro km² |
| ------------- | ----------------- | ---------------------- | --------------------- | --------------------- | ------------------- | -------------------- |
| 51.07.02.2001 | Tangkup           | 3,07                   | 2.799                 | 3.195                 | 3.388               | 1.103,58             |
| 51.07.02.2002 | Talibeng          | 4,06                   | 2.689                 | 3.463                 | 3.728               | 918,23               |
| 51.07.02.2003 | Sidemen           | 4,93                   | 3.780                 | 4.277                 | 4.411               | 894,73               |
| 51.07.02.2004 | Sangkan Gunung000 | 9,47                   | 6.938                 | 7.562                 | 7.935               | 837,91               |
| 51.07.02.2005 | Telaga Tawang     | 5,09                   | 2.624                 | 3.276                 | 3.401               | 668,17               |
| 51.07.02.2006 | Sinduwati         | 3,38                   | 3.699                 | 4.483                 | 4.909               | 1.452,37             |
| 51.07.02.2007 | Tri Eka Buana     | 4,40                   | 2.156                 | 2.429                 | 2.572               | 584,55               |
| 51.07.02.2008 | Kerta Buana       | 2,55                   | 2.473                 | 2.759                 | 2.882               | 1.130,20             |
| 51.07.02.2009 | Lakasari          | 4,01                   | 2.105                 | 2.557                 | 2.732               | 681,30               |
| 51.07.02.2010 | Wismakerta        | 3,01                   | 2.354                 | 3.044                 | 3.365               | 1.117,94             |
| 51.07.02      | Kec. Sidemen      | 43,98                  | 31.617                | 37.045                | 39.323              | 894,11               |
Ergebnisse aus Zählung:
2010 und 2020, Fortschreibung (Datenstand: Ende 2021)

## Bevölkerung

### Bevölkerungsentwicklung der letzten drei Halbjahre
| Datum      | Fläche (km²) | Einwohner | männlich | weiblich | Dichte (Einw./km²) | Sex Ratio (m*100/w) |
| ---------- | ------------ | --------- | -------- | -------- | ------------------ | ------------------- |
| 31.12.2020 | 43,98        | 39.121    | 19.726   | 19.395   | 889,5              | 101,7               |
| 30.06.2021 | 43,98        | 38.752    | 19.559   | 19.193   | 881,1              | 101,9               |
| 31.12.2021 | 44,00        | 39.323    | 19.733   | 19.590   | 893,7              | 100,7               |
Fortschreibungsergebnisse